# نورخرفارت
نورخرفارت (به هلندی: Norgervaart) یک منطقهٔ مسکونی در هلند است که در نوردن‌فلد واقع شده‌است.